# Parafia Dobrego Pasterza w Przychojcu-Łukowej
Parafia Dobrego Pasterza w Przychojcu–Łukowej – parafia rzymskokatolicka, znajdująca się w archidiecezji przemyskiej, w dekanacie Leżajsk II.

## Historia

### Przychojec
Przychojec wraz z sąsiednią Łukową najpierw należały do parafii farnej w Leżajsku, a w 1945 roku zostały przydzielone do nowo powstałej parafii św. Andrzeja Boboli w Starym Mieście. 13 września 1979 roku zostały przydzielone do parafii klasztornej Bernardynów. W 1986 roku w Przychojcu rozpoczęto budowę kościoła pw. Dobrego Pasterza, a 6 czerwca 1987 roku bp Ignacy Tokarczuk poświęcił i wmurował kamień węgielny.

### Łukowa
Łukowa 22 listopada 1969 roku została przydzielona do nowo utworzonej parafii klasztornej Bernardynów w Leżajsku, a opiekę duszpasterską sprawował o. Piotr Kotula. Już wówczas odprawiano msze święte w domach prywatnych. W sierpniu 1975 roku na ofiarowanych prywatnych fundamentach zbudowano kościół, który został poświęcony przez biskupa Ignacego Tokarczuka. W 1991 roku na prośbę wiernych kościół został oddany na własność Bernardynom. 4 sierpnia 1981 roku Łukowa została przydzielona do nowo utworzonej parafii św. Franciszka z Asyżu w Jelnej. 
Z powodu braku miejsca dla większej ilości wiernych postanowiono zbudować nowy kościół. W latach 1991–1995 w Łukowej zbudowano kościół pw. Miłosierdzia Bożego, według projektu arch. mgr inż. Stanisława Pąprowicza z Krosna. 7 maja 1995 roku kościół został poświęcony przez bpa Stefana Moskwę.

### Przychojec–Łukowa
21 grudnia 2003 roku powstały odrębne Rektoraty w Przychojcu po wydzieleniu z parafii Bernardynów i w Łukowej po wydzieleniu z parafii Jelna. 
1 stycznia 2012 roku dekretem abp. Józefa Michalika została erygowana parafia Przychojec-Łukowa.
Na terenie parafii jest 1 310 wiernych (w tym: Przychojec – 700, Łukowa – 610).
Proboszczowie parafii:
2003–2006. ks. Zbigniew Stradomski (rektor).
2006–2012. ks. Jacek Szular (rektor).
2012– ?. ks. Krzysztof Pietras.
nadal ks. Adam Cebula.